# A Day to Remember
A Day to Remember (ibland skrivet ADTR) är ett amerikanskt post-hardcoreband från Ocala i Florida. Bandet bildades 2003. De sägs ha influenser i många olika genrer, bland annat poppunk, metalcore, emo och till och med death metal.
Bandets musik har blivit beskriven som "en blandning av death metal-grymtningar och de fräcka melodierna från poppunk" och som en korsning mellan "livlig poppunk och tuffande metalcore".

## Biografi

### Tidiga åren (2003–2006)
Efter att ha spelat i olika band i hemstaden Ocala bildades bandet 2003. Det bestod då av sångaren Jeremy McKinnon, gitarristerna Neil Westfall och Tom Denney, basisten Joshua Woodard och trummisen Bobby Scruggs. Tidigt efter gruppens bildande åkte de ut på en egen turné på vilken de spelade långt över 200 föreställningar, och gjorde sig på så sätt ett namn. De skrev på för Indianola Records och spelade där in sitt debutalbum And Their Name Was Treason i maj 2005. Albumet sålde 8 000 exemplar av endast mun-till-mun-rekommendationer.
En av Woodards kompisar hade en person från Victory Records i sitt chat-program och till en början trodde inte Woodard riktigt på det, men började ändå prata fram och tillbaka med honom i sex månader. När bandet gjorde en spelning tillsammans med On the Last Day i en stad utanför Chicago så var personen från Victory Records där och filmade. Det var bandets första spelning i Illinois, men det var någonstans mellan 50 och 60 ungdomar som sjöng med i låtarna som att de varit fans hela deras liv. Personen frågade om bandet ville göra en spelning för Victory Records, och det var början till en nystart för A Day To Remember.

### Victory Records (2006–2008)
Strax efter att bandet skrivit på för Victory Records gick de in i studion hos Zing med sin nya trummis Alex Shelnutt för att spela in sitt andra album. Albumet, med namnet For Those Who Have Heart, släpptes i januari 2007. Den 24 september 2007 laddade bandet upp en cover på Kelly Clarksons hitlåt "Since U Been Gone" på deras Myspacekonto. Coverlåten släpptes sedan på nysläppet av For Those Who Have Heart, som kom i februari 2008.
I januari 2008 turnerade A Day to Remember för första gången i Storbritannien.
Bandet blev nominerade till "Bästa internationella nykomling" på 2008 års Kerrang! Awards, men vann inte.

### Homesickoch Denneys avgång (2008–2010)
En remastrad version av debutalbumet And Their Name Was Treason, kallad Old Record, släpptes i oktober 2008 på Victory. Senare samma månad spelades bandets tredje studioalbum, Homesick, in. I december turnerade bandet i Australien tillsammans med Parkway Drive, Suicide Silence, The Acacia Strain och Confession.
Homesick släpptes i februari 2009 och placerade sig på plats 21 på Billboard 200 och på första plats på listan för Top Independent Albums. Bandet turnerade därefter i Storbritannien och övriga Europa och sedan i USA tillsammans med The Devil Wears Prada, Sky Eats Airplane och Emarosa. Före turnén bröt Tom Denney ena handleden och ersattes av Kevin Skaff. Ytterligare en turné i Storbritannien följde, de deltog i Warped Tour, spelade på Download Festival och turnerade i Asien, Australien och Nya Zeeland under augusti och september 2009.
Bandet bidrog med en låt till albumet Punk Goes Pop 2, nämligen en cover av "Over My Head (Cable Car)" av gruppen The Fray.
Den 2 juni meddelade bandet att Tom Denney lämnat bandet eftersom han ville fokusera på sitt äktenskap och sin inspelningsstudio. Denney fortsatte dock att vara delaktig i skrivandet av bandets nya musik. Denney ersattes av Kevin Skaff.
"The Downfall of Us All" släpptes som nedladdningsbart innehåll till musikspelet Rock Band medan "NJ Legion Iced Tea" släpptes som nedladdningsbart innehåll till musikspelet Guitar Hero World Tour.
A Day to Remember skulle ha spelat på Reading- och Leedsfestivalerna 2009 men fick ställa in eftersom Neil Westfall skulle opereras. De gjorde sin första egna turné, kallad "The Pulling Your Pud Tour", tillsammans med Parkway Drive, In Fear and Faith och I See Stars med början i september 2009. Därefter var bandet förband åt Bring Me the Horizon, med gästspel av August Burns Red, på deras turné i Europa i oktober. Den 16 december släppte A Day to Remember en jullåt med titeln "Right Where You Want Me to Be". En musikvideo spelades in för låten.

### What Separates Me from You(2010–2012)
A Day to Remember uppträdde på Soundwave-festivalen i Australien 2010. De turnerade i Storbritannien i mars samma år följt av turnén "Toursick" i Nordamerika med August Burns Red, Silverstein, Enter Shikari, Veara och Go Radio fram till maj. I juli släpptes musikvideon till bandets nya singel "Have Faith in Me" och samtidigt meddelades att bandets fjärde studioalbum, What Separates Me from You, skulle släppas i oktober. Albumet spelades in i hemstaden Ocala och producerades av Chad Gilbert, som även producerade Homesick. Det släpptes något försenat i november 2010. Samma månad meddelades att bandet skulle delta i turnén Warped Tour 2011.
I januari 2011 visades musikvideon för den första singeln från det nya albumet, "All I Want". Samma månad var bandet för första gången på nationell TV i USA, då de framförde "All I Want" och "Better Off This Way" på Jimmy Kimmel Live!. Före Warped Tour var bandet dragplåster på "The Game Changers Tour" i mars och april 2011, med Bring Me the Horizon, Pierce the Veil och We Came as Romans som förband. I juni släpptes musikvideon för nästa singel, "All Signs Point to Lauderdale". I december framkom att bandet hade planer på att stämma sitt skivbolag Victory Records på grund av avtalsbrott. Bandet ansåg att bolaget var skyldigt dem mer än 75 000 dollar avseende royalty. Victory hävdade å sin sida att bandet vägrade att fullfölja sitt kontrakt om fem studioalbum med bolaget och ville byta till ett större skivbolag.
I januari 2012 åkte bandet ut på turné i USA som förband åt Rise Against och man spelade även i Australien och Nya Zeeland. I februari släpptes "2nd Sucks" som fjärde singel från What Separates Me from You.

### Common Courtesy(2012–)
I maj 2012 avslöjade bandet att det nya albumet skulle heta Common Courtesy och i december släpptes en ny singel, "Violence (Enough Is Enough)". I januari 2013 tillkännagav bandet att deras nästa USA-turné skulle heta "Right Back at It Again Tour". Turnén inleddes i mars och under den första konserten spelade bandet en ny låt från Common Courtesy, "Right Back at It Again". I augusti tillkännagavs att albumet skulle släppas i oktober och bandet fick rätt att släppa albumet på egen hand och inte på Victory. Man var dock skyldig Victory minst två album till. Albumet Common Courtesy släpptes digitalt den 8 oktober 2013 och i fysisk form med bonuslåtar den 25 november. på bandets eget skivbolag ADTR Records.
Bandet var på turné i Europa i januari och februari 2014. På hösten var det dags för turné i USA med förband som Bring Me the Horizon, Motionless in White och Chiodos. Turnén kallades "Parks & Devastation Tour".

## Medlemmar

### Nuvarande medlemmar
- Jeremy McKinnon – sång (2003–)
- Neil Westfall – kompgitarr, bakgrundssång (2003–)
- Joshua Woodard – bas (2003–)
- Alex Shelnutt – trummor (2006–)
- Kevin Skaff – sologitarr, bakgrundssång (2009–)

### Tidigare medlemmar
- Tom Denney – sologitarr, bakgrundssång (2003–2009); studiomusiker (2009–)
- Bobby Scruggs – trummor (2003–2004, 2004–2006)
- Brandon Roberts – trummor (2004)

### Fotogalleri

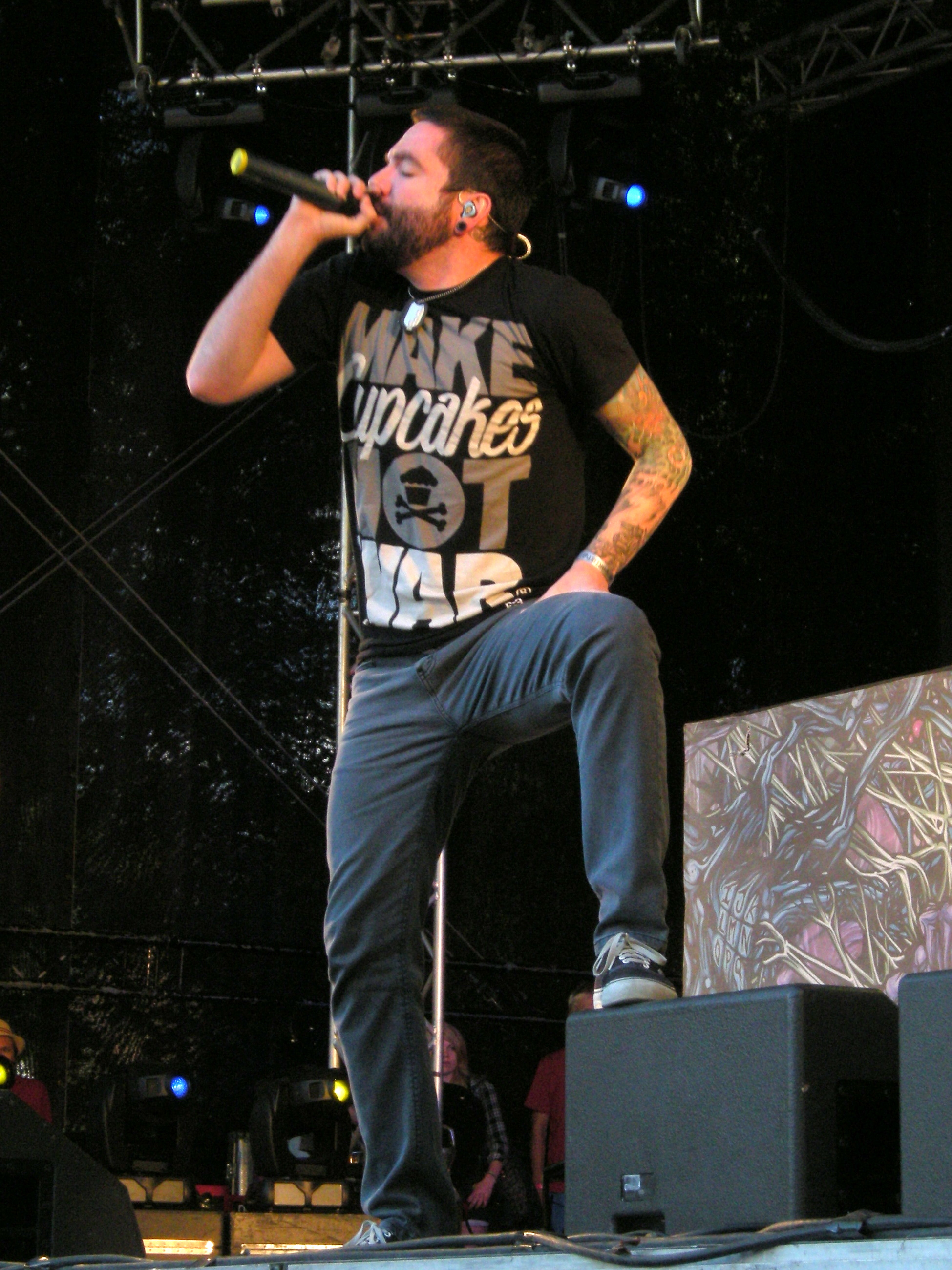
Jeremy McKinnon.
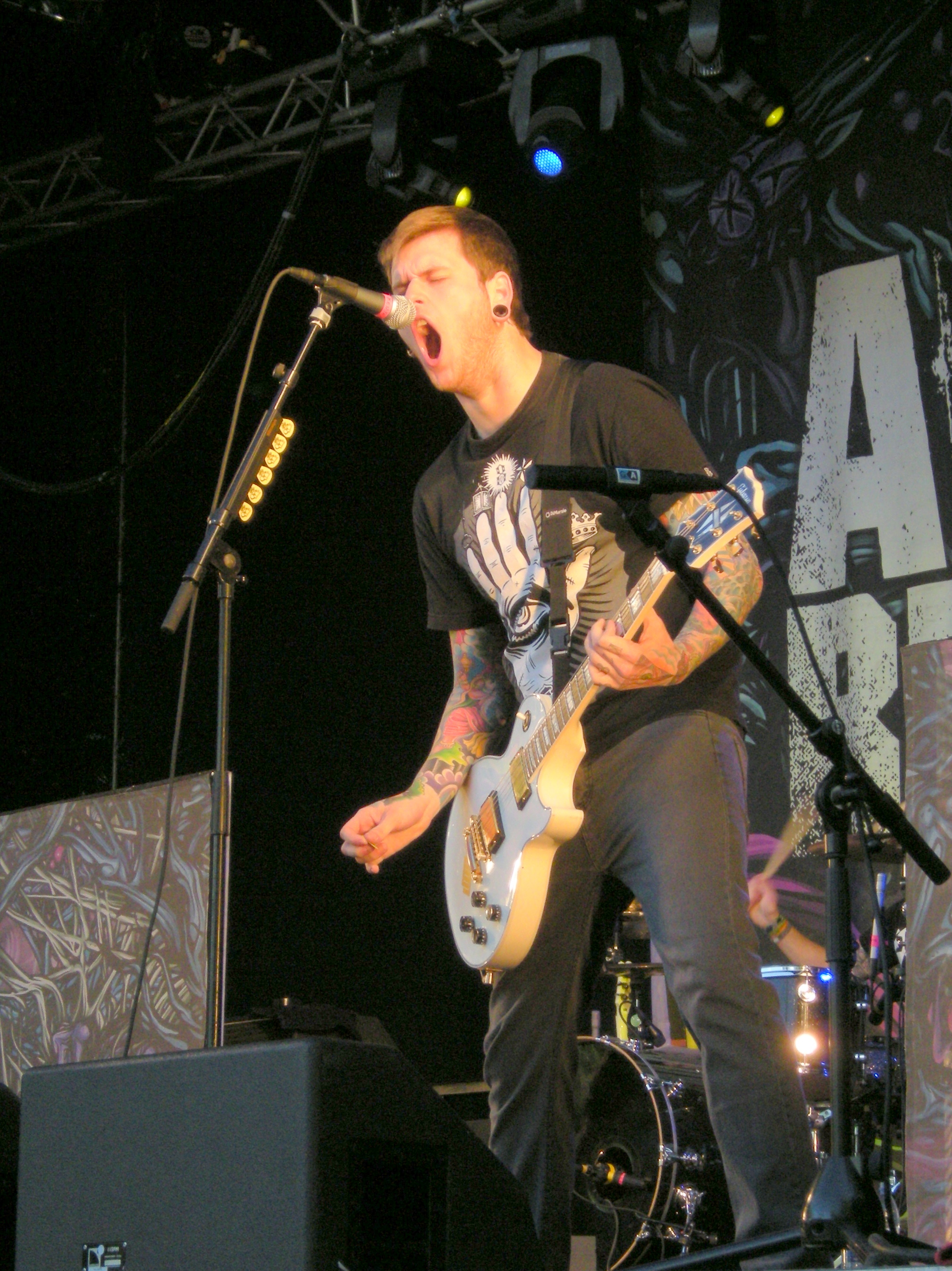
Neil Westfall.
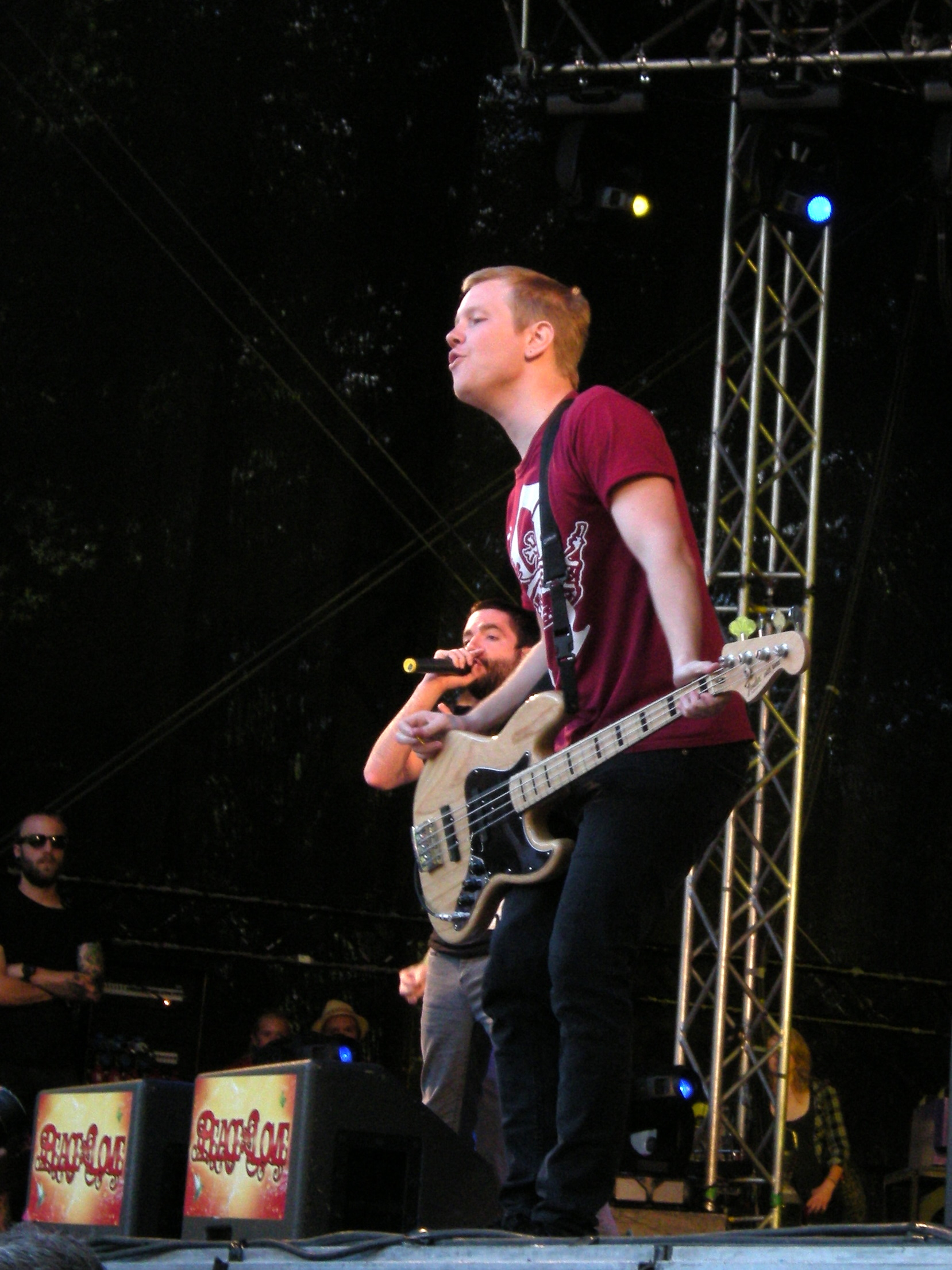
Joshua Woodard.
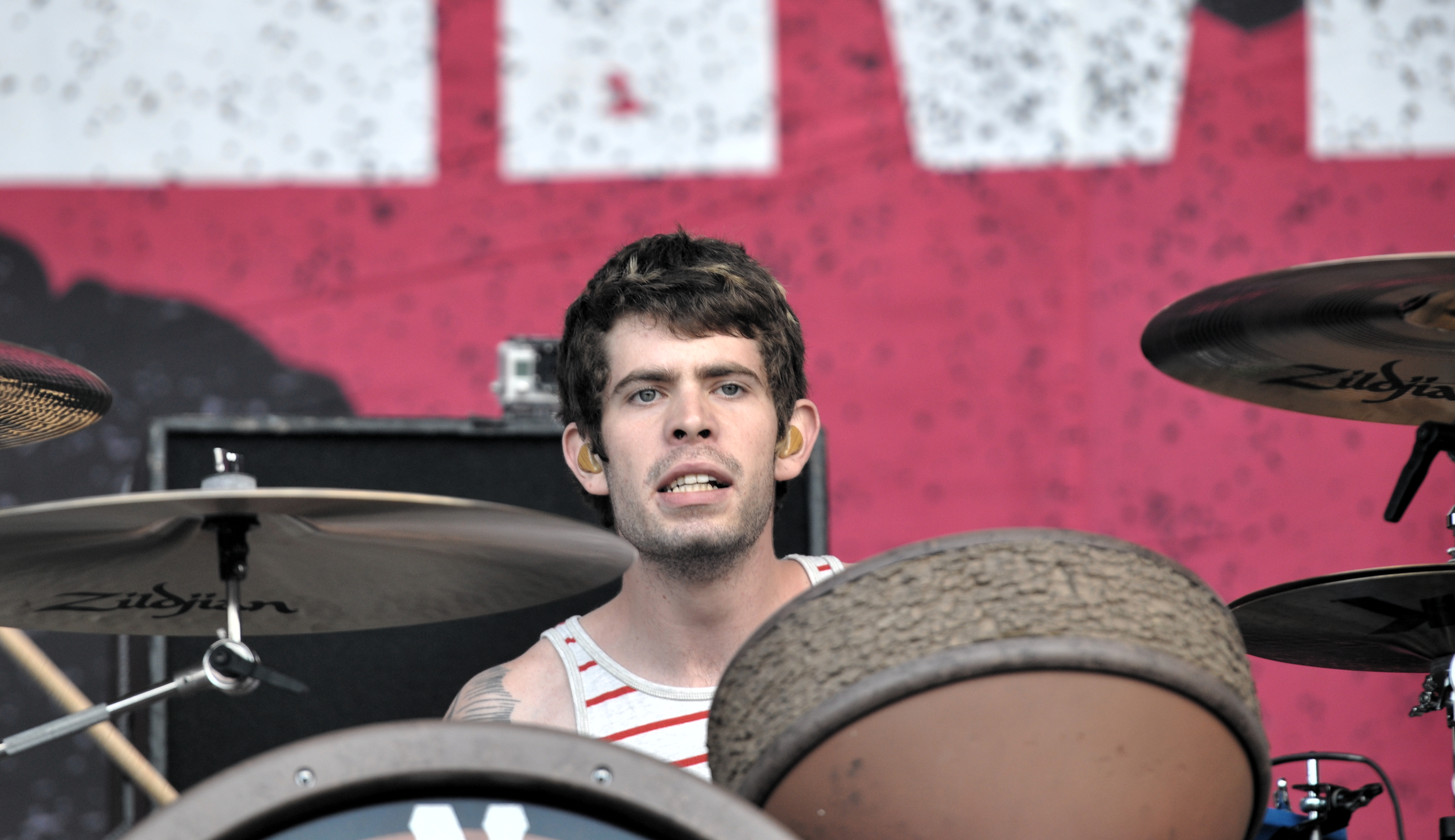
Alex Shelnutt.
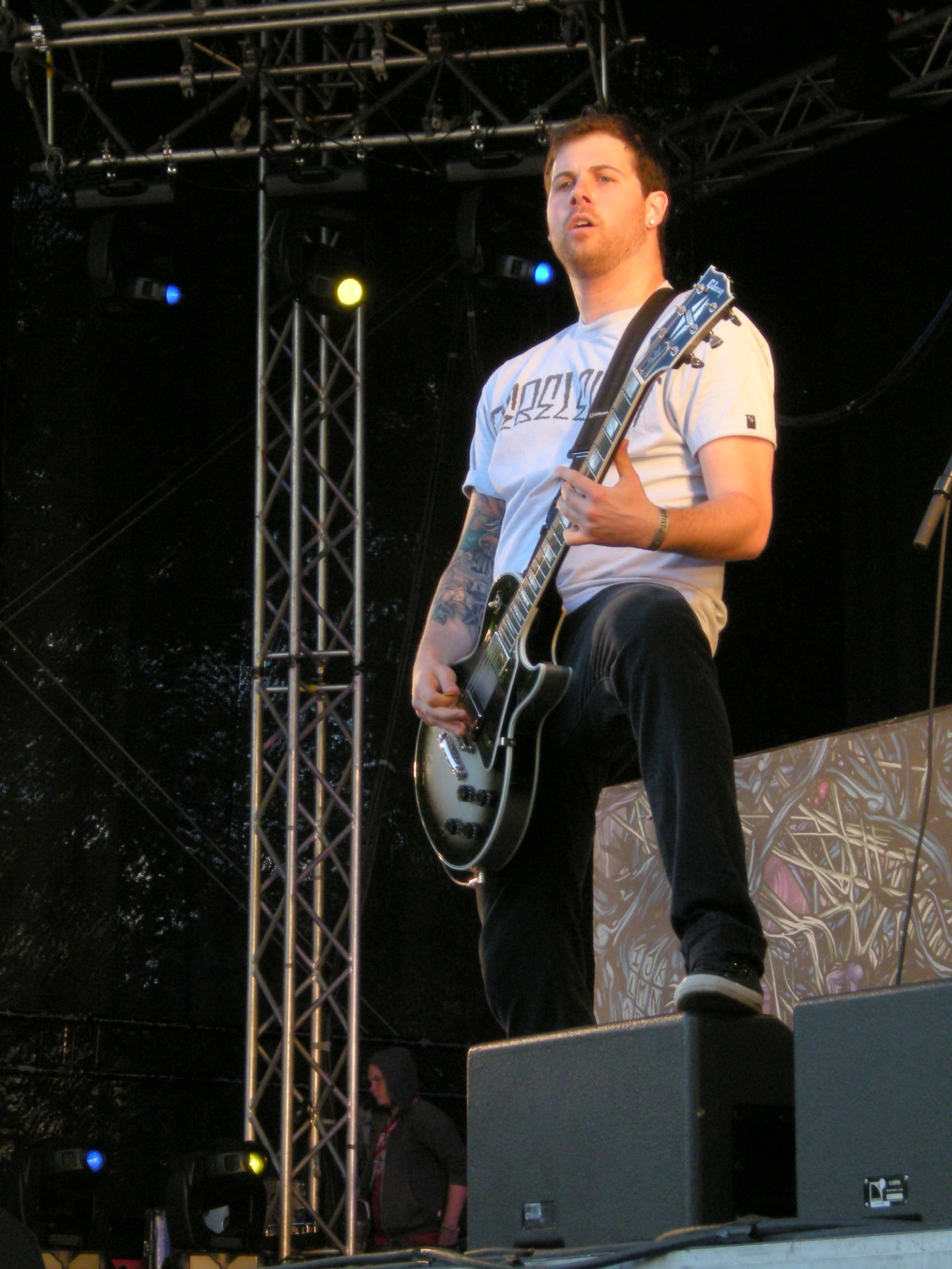
Kevin Skaff.

## Diskografi

### Studioalbum
- 2005 – And Their Name Was Treason
- 2007 – For Those Who Have Heart
- 2009 – Homesick
- 2010 – What Separates Me from You
- 2013 – Common Courtesy
- 2016 – Bad Vibrations
- 2020 – You're Welcome